# Luis Bolaños
Luis Alberto Bolaños León (Quito, 27 maart 1985) is een Ecuadoraans voetballer die bij voorkeur speelt als vleugelspeler. Hij verruilde in 2011 Internacional voor LDU Quito. Dat verhuurde hem in januari 2015 voor een jaar aan Club Deportivo Cuenca.

## Clubcarrière
Bolaños kwam via de jeugdopleiding bij het eerste van LDU Quito terecht. Hij kende bij Quito een vrij succesvolle tijd waarin hij in 2007 met de club kampioen werd van Ecuador en een jaar later ook de Copa Libertadores 2008 won. Als gevolg van het winnen van de Copa Libertadores nam Quito ook deel aan het Wereldkampioenschap voetbal voor clubs 2008, waarin hij in de halve finales tegen het Mexicaanse Pachuca een vrije trap binnen schoot. Quito verloor in de finales uiteindelijk met 1-0 van Manchester United.
Op 8 januari 2009 tekende Bolaños bij het Braziliaanse Santos. Hij wist daar echter niet door te breken en verliet de club na vier maanden alweer. Na periodes bij Internacional en Barcelona SC tekende hij in 2011 weer bij de club waar hij zijn carrière bij begon. Daar werd hij opeenvolgend verhuurd aan Atlas uit Mexico, San Martín uit Argentinië en Chivas USA uit de Verenigde Staten. Zijn debuut voor Chivas maakte hij op 3 september 2014 als invaller voor Oswaldo Minda tegen Seattle Sounders. Door problemen met zijn visum arriveerde Bolaños pas laat in het seizoen bij zijn nieuwe club en wist hij geen basisplaats te bemachtigen, waardoor zijn speeltijd tot slechts drie invalbeurten gelimiteerd werd. Het seizoen in 2014 was het laatste seizoen voor voetbalclub Chivas USA (de voetbalclub werd opgeheven), waarna Bolaños door Quito verhuurd werd aan het Ecuadoraanse Club Deportivo Cuenca.

## Overval
Op 25 februari 2011 werd Bolaños in Quito aangevallen door twee onbekende personen. Tijdens de overval liep hij een schotwond in zijn rechterarm en rechterschouder op.